# Kanonerovite
La kanonerovite è un minerale.